# Ulenje
Ulenje ist ein Verwaltungsbezirk (Ward) des Distrikts Mbeya in der gleichnamigen tansanischen Region Mbeya.

## Geografie
Ulenje liegt im Südwesten von Tansania etwa 30 Kilometer östlich vom Stadtzentrum der Regionshauptstadt Mbeya. Der Bezirk hat eine Fläche von 103,5 Quadratkilometern und bei der Volkszählung 2022 lebten hier 7472 Menschen in 2094 Haushalten.

## Gliederung
Der Bezirk besteht aus sechs Gemeinden (Mtaa) mit 44 Orten (Kitongoji):
| Ulenje - Kiwanjani - Isyonje - Barazani - Mansamu - Makabichi - Ikeka A - Ikeka B - Magharibi A - Magharibi B - Imaji | Itala - Itandu A - Itandu B - Nyeta A - Nyeta B - Itala A - Itala B - Kagera - Ibula - Igwila - Majengo | Mkuyuni - Mkuyuni - Igala - Wanging'ombe - Mdwadwa - Natela | Mbonile - Mwakibete - Nyakonde - Tegela - Kamficheni - Ilala - Kalaja - Togwa | Wambishe - Ikulila A - Ikulila B - Ikulila C - Nsonya - Hafurwe - Shipinga - Magoye - Wambishe | Ihango - Togwa - Ilembo - Ihango - Malonji |

## Wirtschaft und Infrastruktur
- Bildung: Die Itala Secondary School ist eine öffentliche Tagesschule.[6] Die Irambo Secondary School ist eine 1984 gegründete Privatschule, die Jugendliche bis zur 6. Stufe ausbildet und auch Heimplätze anbietet.[7]
- Gesundheit: Im Bezirk befinden sich drei Apotheken, je eine in Ulenje,[8] Mbonile[9] und Wambishe.[10]